# Davis Keillor-Dunn
Davis James Marshal Keillor-Dunn (Sunderland, 2 novembre 1997) è un calciatore inglese, centrocampista del Barnsley.

## Carriera
Ha giocato nei settori giovanili di Newcastle Utd, Gateshead, Middlesbrough, Sunderland (club della sua città natale) e Chesterfield per poi nel 2017, all'età di 20 anni, esordire tra i professionisti nella prima divisione scozzese con il Ross County. Durante la stagione 2017-2018, che il club delle Highlands chiude all'ultimo posto in classifica (con conseguente retrocessione in seconda divisione), Keillor-Dunn disputa in totale 29 partite di campionato, mettendo anche a segno 3 reti. Nella stagione seguente, dopo aver segnato un gol in 11 presenze in seconda divisione, viene ceduto in prestito fino al termine della stagione in questa stessa categoria al Falkirk, con cui realizza 3 reti in 11 partite di campionato giocate. Nel settembre del 2019 il centrocampista inglese rescinde consensualmente il contratto che lo legava al Ross County, nel frattempo promosso nuovamente in prima divisione; dopo diversi mesi da svincolato, il 16 gennaio 2020 firma un contratto fino al termine della stagione 2019-2020. Dopo sole 6 partite giocate con la maglia dei Red Dragons (nelle quali segna anche un gol), il campionato viene tuttavia interrotto (ed in seguito non più ripreso) per via della pandemia di COVID-19.
Keillor-Dunn, rimasto nuovamente svincolato, il 7 ottobre 2022 firma un contratto biennale con l'Oldham Athletic, club della quarta divisione inglese; il successivo 10 novembre 2020 realizza la sua prima rete con la nuova maglia, nell'incontro di Football League Trophy vinto per 3-1 sul campo del Bradford City, altro club di quarta divisione. Nel complesso a livello individuale la sua stagione lo vede autore di 10 reti in 41 partite di campionato giocate, a cui poi aggiunge invece 15 reti in 46 partite di campionato nella stagione 2022-2023, comunque insufficienti ad evitare la prima retrocessione dei Latics al di fuori della Football League a distanza di oltre un secolo dalla loro ammissione alla lega stessa.
Nell'estate del 2022, dopo le buone prestazioni offerte durante il biennio precedente, sale di categoria firmando un contratto biennale, con il Burton Albion, club della terza divisione inglese; qui durante la prima metà della stagione 2022-2023 mette a segno 5 reti in 19 partite di campionato, a cui aggiunge un totale di 7 presenze ed una rete sommando le varie coppe nazionali inglesi. Il 31 gennaio 2023 viene poi ceduto a titolo definitivo al Mansfield Town, club di quarta divisione, con cui nella seconda metà della stagione mette a segno 7 reti in 18 partite di campionato giocate, venendo poi riconfermato in rosa anche per la stagione 2023-2024. Nell'estate del 2024 dopo complessive 68 presenze e 28 reti in incontri di campionato lascia gli Stags per accasarsi al Barnsley, altro club della terza divisione inglese.